# Михајло Ђоровић
Михајло Ђоровић (Нови Пазар, 20. новембар 2000) српски је телевизијски глумац. Студирао је заједно са Алексејем Бјелогрићем и дипломирао 2023. године на Факултету драмских уметности у Београду.

## Биографија
Живи и ради у Београду. Трећи је студент који је из Новог Пазара уписао глуму на класи код професора Драгана Петровића након глумаца Недима Незировића и Амара Ћоровића што је подстакло младе из унутрашњости да конкуришу на глуму где се углавном примају људи из Београда. Прву улогу на телевизији имао је у серији "Бунар" где је играо асистента на факултету. Шира публика упознаје га у серији "Време смрти" где тумачи лик Душана Казанове. Говори енглески и руски језик. Током студија освојио је награду "Бранивоје Ђорђевић" за студента глуме са најбољом дикцијом. Заступа га агенција Slavic Artist Menagment.

## Филмографија
| Год.   | Назив       | Улога          |
| ------ | ----------- | -------------- |
| 2020-е |             |                |
| 2022.  | Бунар       | асистент Лука  |
| 2024.  | Време смрти | Душан Казанова |